# Interstate 93
Interstate 93 (I-93) é uma rodovia interestadual dos Estados Unidos da Nova Inglaterra, passando por Massachusetts, Nova Hampshire e Vermont. Com uma extensão de aproximadamente 310 km (190 milhas) ao longo de um eixo norte-sul, é uma das três principais rodovias interestaduais localizadas inteiramente na Nova Inglaterra; as outras duas são a I-89 e a I-91. As maiores cidades ao longo do percurso são Boston, Massachusetts, e Manchester, Nova Hampshire; também atravessa a capital do estado de Nova Hampshire, Concord.
A I-93 começa num cruzamento com a I-95, a US Route 1 (US 1) e a Route 128 em Canton, Massachusetts. Viaja em simultâneo com a US 1 que começa em Canton e, com a Route 3 que começa no Braintree Split na linha da cidade de Braintree-Quincy, através da Central Artery no centro de Boston antes de cada rota se separar para lá da Leonard P. Zakim Bunker Hill Memorial Bridge. A parte da rodovia entre a Braintree Split e a Central Artery é designada por “Southeast Expressway”, enquanto a parte que vai de Boston até à fronteira com o estado de Nova Hampshire é designada por “Northern Expressway”.
A I-93 termina em St. Johnsbury, Vermont, na I-91. Durante a maior parte do seu comprimento, a I-93 é indiretamente paralela à US 3. Em Nova Hampshire, as duas rodovias têm vários intercâmbios entre si, existe uma concorrência através do Franconia Notch State Park.